# Виллафранка-д’Асти
Виллафранка-д’Асти (итал. Villafranca d'Asti) — коммуна в Италии, располагается в регионе Пьемонт, в провинции Асти.
Население составляет 4792 человек (2008), плотность населения составляет 243 чел./км². Занимает площадь 13 км². Почтовый индекс — 14018. Телефонный код — 0141.
В коммуне 15 августа особо празднуется Успение Пресвятой Богородицы. Покровительницей коммуны почитается святая Равноапостольная Елена, празднование 18 августа.

## Демография
Динамика населения:

## Администрация коммуны
- Официальный сайт: http://www.comune.villafrancadasti.at.it